# Trại tập trung Janowska

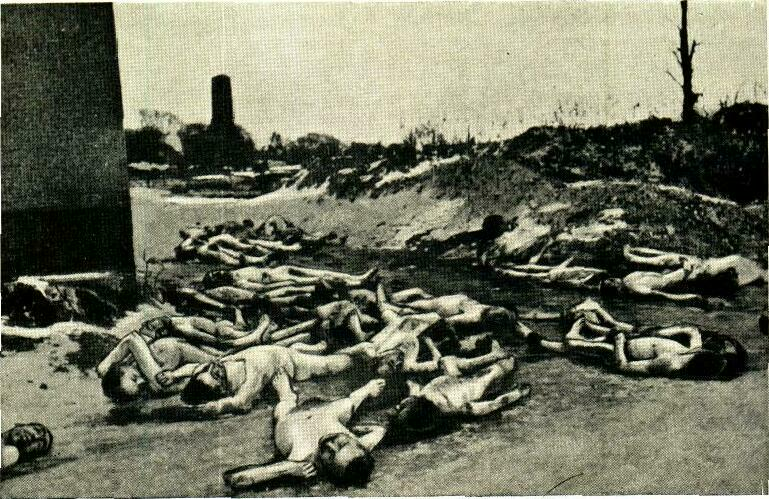
Jewish victims executed by Nazis at the Jewish cemetery in Lviv, west Ukraine

Trại tập trung Janowska (tiếng Ba Lan: Janowska, tiếng Nga: Янов or "Yanov", tiếng Ukraina: Янівський табір) là một trại lao động, quá cảnh và trại hủy diệt của Đức Quốc xã được thành lập vào tháng 9 năm 1941 tại Ba Lan bị chiếm đóng ở ngoại ô Lwów (Cộng hòa Ba Lan thứ hai, ngày nay là Lviv, Ukraine). Trại được đặt tên Janowska theo đường phố lân cận ulica Janowska trong Lwów, đổi tên thành Shevchenka (tiếng Ukraina: Шевченка) sau khi thành phố được nhượng lại cho SSR Ukraine khi kết thúc chiến tranh ở châu Âu. Trại đã được người Đức thanh lý vào tháng 11 năm 1943 trước cuộc phản công của Hồng quân. Theo công tố viên Liên Xô tại Tòa án Nuremberg, Janowska là một trại tử thần thuần túy, mặc dù nó cũng chứa một nhà máy.  Ước tính hiện đại cho thấy tổng số tù nhân đi qua Janowska lên tới hơn 100.000. Số nạn nhân bị sát hại tại trại ước tính khoảng 35.000.40.000. 

## Bối cảnh
Sau khi Đức Quốc xã và Liên Xô xâm lược Ba Lan vào đầu Thế chiến II, thành phố Lwów thuộc Cộng hòa Ba Lan thứ hai (nay là Lviv, Ukraine) đã bị Liên Xô chiếm đóng vào tháng 9 năm 1939 theo các điều khoản của Hiệp ước Ribbentrop-Molotov. Vào thời điểm đó, có hơn 330.000 người Do Thái cư trú tại Lwów, bao gồm hơn 90.000 trẻ em và trẻ sơ sinh Do Thái. Hơn 150.000 người trong số họ là những người tị nạn từ Chính phủ Chung, Ba Lan do Đức chiếm đóng. Vào tháng 6 năm 1941, Quân đội Đức đã chiếm Lwów trong quá trình thực hiện Chiến dịch Barbarossa, để xâm lược Liên Xô. Hầu như không có người Do Thái nào ở Lwów còn sống vào cuối cuộc chiến.
Liên Xô rút lui đã giết chết khoảng 7.000 thường dân Ba Lan và Ukraine vào tháng 6 trong cuộc thảm sát tù nhân NKVD ở Lwów. Các nạn nhân bị giam giữ trong ba nhà tù: Brygidki, Zamarstynów và nhà tù Lackiego Street. Người Đức xâm lược đổ lỗi cho NKVD về những thảm sát những người Do Thái của Liên Xô trong hàng ngũ NKVD, và sử dụng các hành động tàn bạo này của Liên Xô như một chiến dịch tuyên truyền của Đức Quốc xã công cụ để kích động các cuộc tàn sát Lviv đầu tiên, trong đó hơn 4.000 người Ba Lan người Do Thái đã bị giết giữa 30 tháng 6 và ngày 02 tháng 7 năm 1941 do những người theo chủ nghĩa dân tộc Ukraina. Hơn 2.500 đến 3.000 người Do Thái đã bị lực lượng người Đức Einsatzgruppen sát hại. Sự xuất hiện của Đức quốc xã làm mất đi một làn sóng cảm xúc chống đối. Được khuyến khích bởi các lực lượng Đức, những người theo chủ nghĩa dân tộc địa phương Ucraina đã sát hại thêm 5.500 người Do Thái trong cuộc tàn sát Lviv lần thứ hai vào ngày 25 tháng 7, 27 tháng 7 năm 1941. Nó được gọi là "Ngày Petliura", được đặt theo tên của nhà lãnh đạo quốc gia Symon Petliura. Trong ba ngày liên tiếp, các chiến binh Ukraine đã thực hiện một cuộc tàn sát giết người qua các quận Lwów của người Do Thái. Các nhóm người Do Thái bị dồn vào nghĩa trang Do Thái và đến nhà tù trên đường Łąckiego và tại đó họ bị giết. Hàng ngàn người khác bị thương.